# Ernst Jaggi

Ernst Jaggi (1966)

Ernst Jaggi (* 26. Februar 1917 in Gossliwil; † 13. August 2004 in Pfäffikon; heimatberechtigt in Gossliwil) war ein Schweizer Agrarwissenschaftler und Hochschullehrer.

## Leben
Ernst Jaggi war Sohn des Landwirts Ernst. 1945 heiratete er Jolanda Haefeli von Schmiedrued. Er machte die Matura in Solothurn und studierte anschliessend Agronomie an der ETH Zürich. 

## Werdegang
1944 war er als wissenschaftlicher Mitarbeiter (Dr. sc. techn.) beim Schweizer Bauernsekretariat tätig und wurde 1947 zu dessen Vizedirektor. Von 1949 bis 1958 war er Direktor des Schweizer Bauernverbandes (SBV) und Vorsteher des Schweizer Bauernsekretariats. Im Jahre 1958 wurde er Präsident des Direktoriums des Verbandes Ostschweizerischer Landwirtschaftlicher Genossenschaften (VOLG) und im darauffolgenden Jahr 1959 Präsident der Vereinigung landwirtschaftlicher Genossenschaftsverbände der Schweiz. Von 1961 bis 1987 war er Mitglied des leitenden Ausschusses des SBV. Von 1963 bis 1982 war er Lehrbeauftragter und ab 1972 Titularprofessor für landwirtschaftliche Organisationsformen, später für Agrarpolitik an der ETH Zürich.
Im Jahre 1965 war er als Experte bei der Schaffung des Landwirtschaftsgesetzes in der Eidgenössischen Kartellkommission und der Kommission für Handelspolitik tätig. Er war Präsident des Verbandes der europäischen Landwirtschaft sowie Präsident der Genossenschaftskommission. Von 1968 bis 1985 war er Präsident des Landwirtschaftlichen Informationsdienstes. 1974 wurde er zum Präsidenten des Verwaltungsrats der Landor-Holding AG Sursee, Verwaltungsrat der Hypothekar- und Handelsbank Winterthur und der Zuckerfabrik Frauenfeld AG ernannt.

## Werke
- Methodik und Technik der Ertragswertschätzung landwirtschaftlicher Betriebe und Grundstücke. ETH Zürich (Dissertation). Effingerhof, Brugg 1945 (PDF; 7,4 MB).